# خوزه رامون (بازیکن فوتبال، زاده ۱۹۶۸)
خوزه رامون (انگلیسی: José Ramón؛ زادهٔ ۲۰ مهٔ ۱۹۶۸) بازیکن فوتبال اهل اسپانیا است.
از باشگاه‌هایی که در آن بازی کرده‌است می‌توان به باشگاه فوتبال کامپوستلا و باشگاه فوتبال دپورتیوو لاکرونیا اشاره کرد.